# Ushas Mons

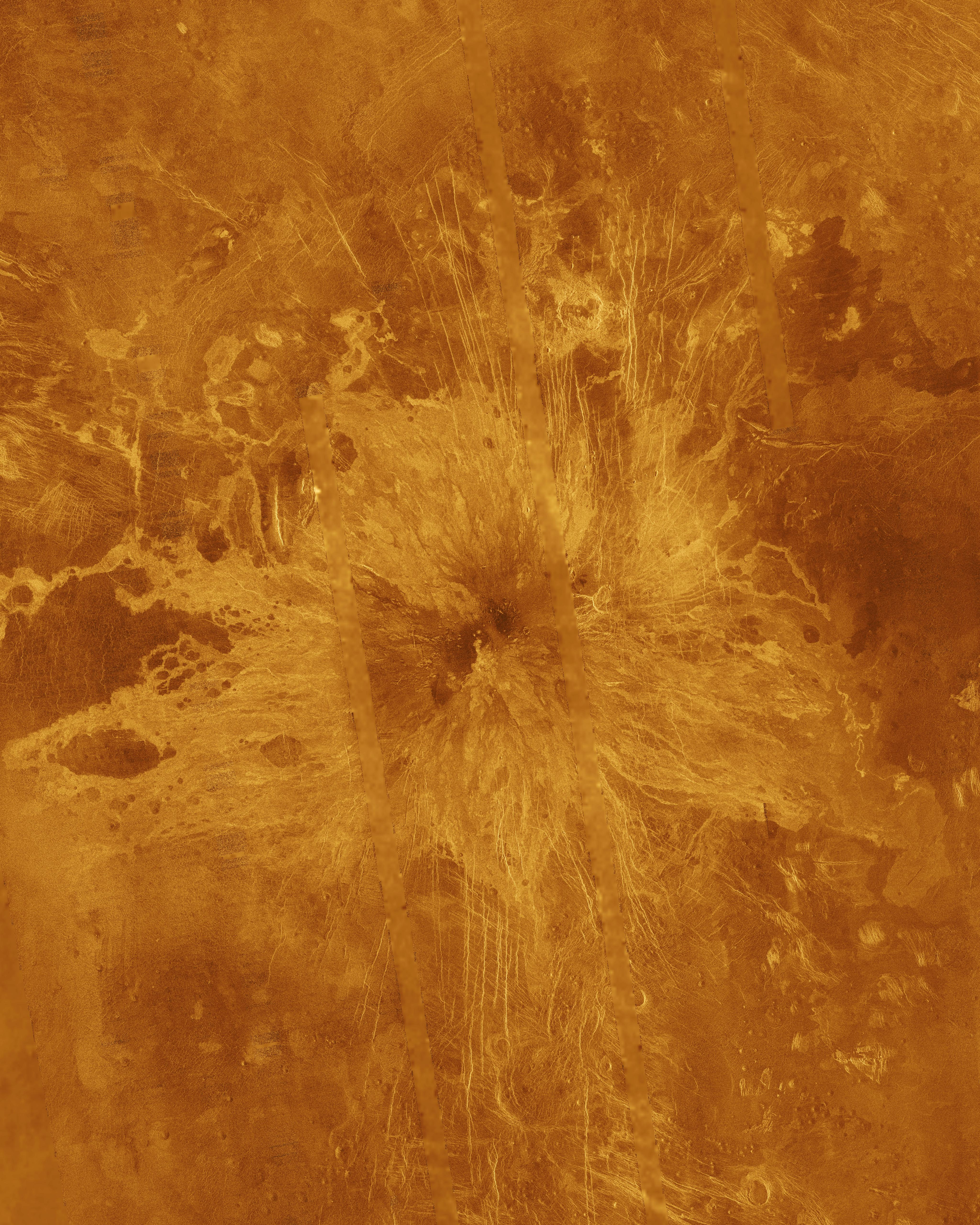
Ushas Mons in der Draufsicht. Radarbild in Falschfarben.

Der Ushas Mons (lateinisch für Berg der Ushas, nach der indischen Göttin der Morgenröte) ist ein Vulkan auf der Venus.
Der Schildvulkan ist ungefähr zwei Kilometer hoch und hat einen Durchmesser von 413 km. Er befindet sich bei 24,3° Süd und 324,6° Ost, im Norden des Hochlands Dione Regio.
Erstarrte Lavaströme können sich auf der Venus über hunderte von Kilometern erstrecken. Ausbrüche wurden noch nie beobachtet.